# Виконавча влада Японії
Виконавча влада в Японії — одна з гілок влади в Японії.

## Короткі відомості
Відповідно до чинної Конституції Японії найвищим органом у системі органів виконавчої влади країни є Кабінет Міністрів Японії. Він спрямовує і координує роботу міністерств, інших органів виконавчої влади. Кабінет Міністрів очолює Прем'єр-міністр Японії.
Згідно з Законом Японії про організацію державних органів виконавчої влади від 1948 року державної органом виконавчої влади є орган виконавчої влади, що перебуває під контролем Кабінету міністрів. Державні органи виконавчої влади поділяються на наступні самодостатні одиниці:
- Адміністрація (府)
- Міністерство (省). Очолюється міністром (大臣).
- Управління (庁). Очолюється головою управління (長官).
- Комітет (委員会). Очолюється головою комітету (委員長).

Управління і Комітети є автономними органами (外局) в складі міністерств або Кабінету міністрів. Крім них також існують особливі органи (特別の機関).
До органів виконавчої влади Японії, не передбачених Законом 1948 року, входять Кабінет Міністрів Японії, Палата з кадрових питань Японії, Рахункова палата Японії.
Органи виконавчої влади поділяються на:
- Центральні (中央省庁, 中央政府, 中央官庁)
- Місцеві (地方政府, 地方公共団体, 地方自治体)